# الوکنده
الوکنده، روستایی است از توابع بخش مرکزی شهرستان نکا در استان مازندران ایران.

## جمعیت
این روستا در دهستان قره‌طغان قرار دارد و براساس سرشماری مرکز آمار ایران در سال 1390، جمعیت آن 845 نفر (245خانوار) بوده‌است. مردم الوکنده از قومیت طبری هستند. مردم الوکنده به زبان طبری (مازندرانی) سخن میگویند.